# Edward Richard Alston
Pour les articles homonymes, voir Alston.
Edward Richard Alston est un zoologiste britannique, né le 1er décembre 1845 à Stockbriggs et mort le 7 mars 1881.

## Biographie
Membre de la Linnean Society of London, il fait paraître des articles sur les oiseaux, les rongeurs et particulièrement sur les écureuils américains. Il contribue à Biologia Centrali-Americana d’Osbert Salvin (1835-1898) et Frederick DuCane Godman (1834-1919). Aux côtés de Robert Fisher Tomes (1824-1904), il assiste Thomas Bell (1792-1880) pour la deuxième édition de A History of British Quadrupeds, including the Cetacea (John Van Voorst, Londres, 1874).